# Барсола, Мигель
Мигель Барсола — аргентинский бегун на длинные дистанции, который специализируется в марафоне. На олимпийских играх 2012 года занял 35-е место с результатом 2:17.54. Занял 48-е место на чемпионате мира по кроссу 2011 года.
Личный рекорд в марафоне 2:15.00 — этот результат был показан на Роттердамском марафоне 2011 года, на котором он занял 12-е место.